# Arturo Grávalos
Grávalos  López est un nom espagnol. Le premier nom de famille, en général paternel, est Grávalos ; le second, en général maternel, souvent omis, est López.
Arturo Grávalos López, né le 2 mars 1998 à Cervera del Río Alhama et mort le 19 mai 2023, est un coureur cycliste espagnol.

## Biographie
Issu de la natation et du triathlon, Arturo Grávalos se lance dans le cyclisme en catégorie juniors (moins de 19 ans). Il prend sa première licence au sein de la Fondation Lintxu. Il se fait remarquer lors de la saison 2016 en obtenant sept victoires, parmi lesquelles la Gipuzkoa Klasika. 
En 2017, il rejoint l'équipe amateur de Caja Rural-Seguros RGA. L'année suivante, il intègre l'équipe espoirs de Kometa, liée à la Fondation Contador. Il se distingue durant l'été en devenant vice-champion d'Espagne sur route espoirs à Lorca. Dans la foulée, il participe au Tour de Zamora, course par étapes du calendrier national, où il se classe deuxième d'une étape et sixième du classement général. Sa fin de saison est cependant gâchée par une lourde blessure à la main gauche, consécutive à un accident de la circulation,.
En 2020, il devient stagiaire chez Kometa-Xstra à partir du mois d’août. Il passe ensuite professionnel en 2021 dans cette même équipe, renommée EOLO-Kometa.
Arturo Grávalos meurt des suites d’une tumeur cérébrale en mai 2023.

## Palmarès et résultats

### Palmarès par année
- 2016
  - Premio Primavera juniors
  - Gipuzkoa Klasika
  - 3e du Tour de Pampelune
- 2019
  - 2e du championnat d'Espagne sur route espoirs

### Classements mondiaux
| Année                                 | 2019  |
| ------------------------------------- | ----- |
| Classement mondial                    | 1510e |
| UCI Europe Tour                       | 1007e |
|                                       |       |
| Légende : nc = non classéSource : UCI |       |